# Залєсний (Нижньогородська область)
Залєсний (рос. Залесный) — селище в Бутурлинському районі Нижньогородської області Російської Федерації.
Населення становить 0 осіб. Входить до складу муніципального утворення Большебакалдська сільрада.

## Історія
Від 2009 року входить до складу муніципального утворення Большебакалдська сільрада.

## Населення
| 2002 | 2010 |
| ---- | ---- |
| 5    | ↘0   |